# Vincenzio Galilei
Vincenzio Galilei (Padoue, 21 août 1606 - Florence, 16 mai 1649), après Virginia et Livia, est le troisième et dernier enfant de Galileo Galilei et de Marina Gamba .
Il s'intéressa à la mécanique et est auteur des versets d'amour.

## Biographie
Vincenzio Galilei est le fruit de la relation de Galilée et de la Vénitienne Marina Gamba qui l'élève et l'incite aux études où il est particulièrement doué pour la musique, la mécanique et le dessin.
En 1612, Vincenzio rejoint son père qui le reconnaît comme fils naturel en 1619, lui assurant légalement les droits de succession contrairement à ses deux sœurs laissées comme filles naturelles afin d’éviter de leur fournir des dots onéreuses.
En 1613, grâce au cardinal Francesco Maria Del Monte, Galilée obtint l'autorisation de confier sa fille aînée Virginia au couvent des  Clarisses de San Matteo in Arcetri, où le 4 octobre 1616, à l'âge de 16 ans, elle devint « sœur cloîtrée » sous le nom de Sœur Marie Céleste. L'autre sœur, Livia, accepte à contrecœur de la rejoindre en 1617.
En 1625, Vincenzio est inscrit à l’Université de Pise où il obtient une laurea de droit (1628).
Galilée en 1627 lui procure une « pension ecclésiastique » grâce à l'intervention du cardinal nipote (cardinal et neveu) Francesco Barberini, pension néanmoins conditionnée par son entrée dans la vie religieuse, mais comme rapporté par Benedetto Castelli dans une lettre du 21 mai 1627 à son père, Vincenzio manifesta « un odio avvelenato, non una semplice aversione d'animo, al clericato» (une haine acerbe et non une simple aversion pour le clergé) qui lui coûte la pension qui est finalement attribuée au neveu Michelagnolo Galilei (1575-1629).
En 1629 Vincenzio épouse une jeune fille de bonne famille Sestilia Bocchineri de Prato. Suor Maria Celeste et Suor Arcangela assistent aux préparatifs des noces à Prato. De ce mariage naissent trois fils : Carlo, Cosimo et l'aîné Galileo qui vit avec le grand-père, resté à Florence pendant l'épidémie de peste, tandis que  Vincenzio et son épouse se réfugient  à Montemurlo afin d'échapper à la contagion (1630).
Au cours des années suivantes, Vincenzio est en conflit avec son père pour des questions économiques, bien que celui-ci lui fasse obtenir en 1631 la chancellerie de Poppi. Il est transféré, malgré la protection de son père, pour incapacité et négligence à celle de Montevarchi, où il reste jusqu'en 1635, puis passe toujours comme chancelier à la corporation Arte dei mercanti et de la Zecca de Florence, charge qu'il assume jusqu'à sa mort.
Une fois la stabilité financière atteinte, il se réconcilie avec son père avec lequel il collabore en travaillant à l'application du pendule à l'horloge et en inventant et construisant divers instruments musicaux.
Vincenzo Viviani (1622–1703) mentionne les compétences de Vincenzo Galilei comme inventeur d'instruments de musique et en particulier sa construction d'un « luth fait avec cette technique que, pinçant les cordes, il émet des sons comme s'ils provenaient des tuyaux d'un orgue ».
Désigné comme héritier universel, il doit faire un procès afin de bénéficier de l'hérédité paternelle qui lui est contestée pour sa condition de fils illégitime reconnu.
Vincenzio est mort le 16 mai 1649 dans un certain désarroi économique,.

## Source de la traduction
- (it) Cet article est partiellement ou en totalité issu de l’article de Wikipédia en italien intitulé « Vincenzio Galilei » (voir la liste des auteurs).